# Tapinauchenius
Tapinauchenius is een geslacht van spinnen uit de familie van de vogelspinnen (Theraphosidae). De typesoort van het geslacht is Tapinauchenius plumipes.

## Soorten
De volgende soorten zijn bij het geslacht ingedeeld:
- Tapinauchenius brunneus Schmidt, 1995[3]
- Tapinauchenius concolor (Caporiacco, 1947)[4]
  - =[5] Pachistopelma concolor Caporiacco, 1947
- Tapinauchenius cupreus Schmidt & Bauer, 1996[6]
- Tapinauchenius elenae Schmidt, 1994[7]
- Tapinauchenius gigas Caporiacco, 1954[8]
- Tapinauchenius latipes L. Koch, 1875[9]
- Tapinauchenius plumipes (C. L. Koch, 1842)[10]
  - = Mygale plumipes C. L. Koch, 1842
  - = Eurypelma plumipes (C. L. Koch, 1842)
  - = Avicularia deborrii Becker, 1879
- Tapinauchenius sanctivincenti (Walckenaer, 1837)[11]
  - = Mygale sancti-vincentii Walckenaer, 1837
- Tapinauchenius subcaeruleus Bauer & Antonelli, 1997[12]
- Tapinauchenius violaceus (Mello-Leitão, 1930)[13]
  - = Ephebopus violaceus Mello-Leitão, 1930
  - = Avicularia violacea (Mello-Leitão, 1930)
  - = Tapinauchenius purpureus Schmidt, 1995

### Nomina dubia
- Tapinauchenius caerulescens Simon, 1891
- Tapinauchenius texensis Simon, 1891